# Maximilian Adam
Maximilian Adam (* 22. Februar 1998 in Görlitz) ist ein deutscher Eishockeyspieler, der seit Juli 2025 bei den Starbulls Rosenheim aus der DEL2 unter Vertrag steht und dort auf der Position des Verteidigers spielt. Zuvor war Adam unter anderem für die Eisbären Berlin, Grizzlys Wolfsburg und Schwenninger Wild Wings in der Deutschen Eishockey Liga (DEL) aktiv, wo er über 220 Partien absolvierte.

## Karriere

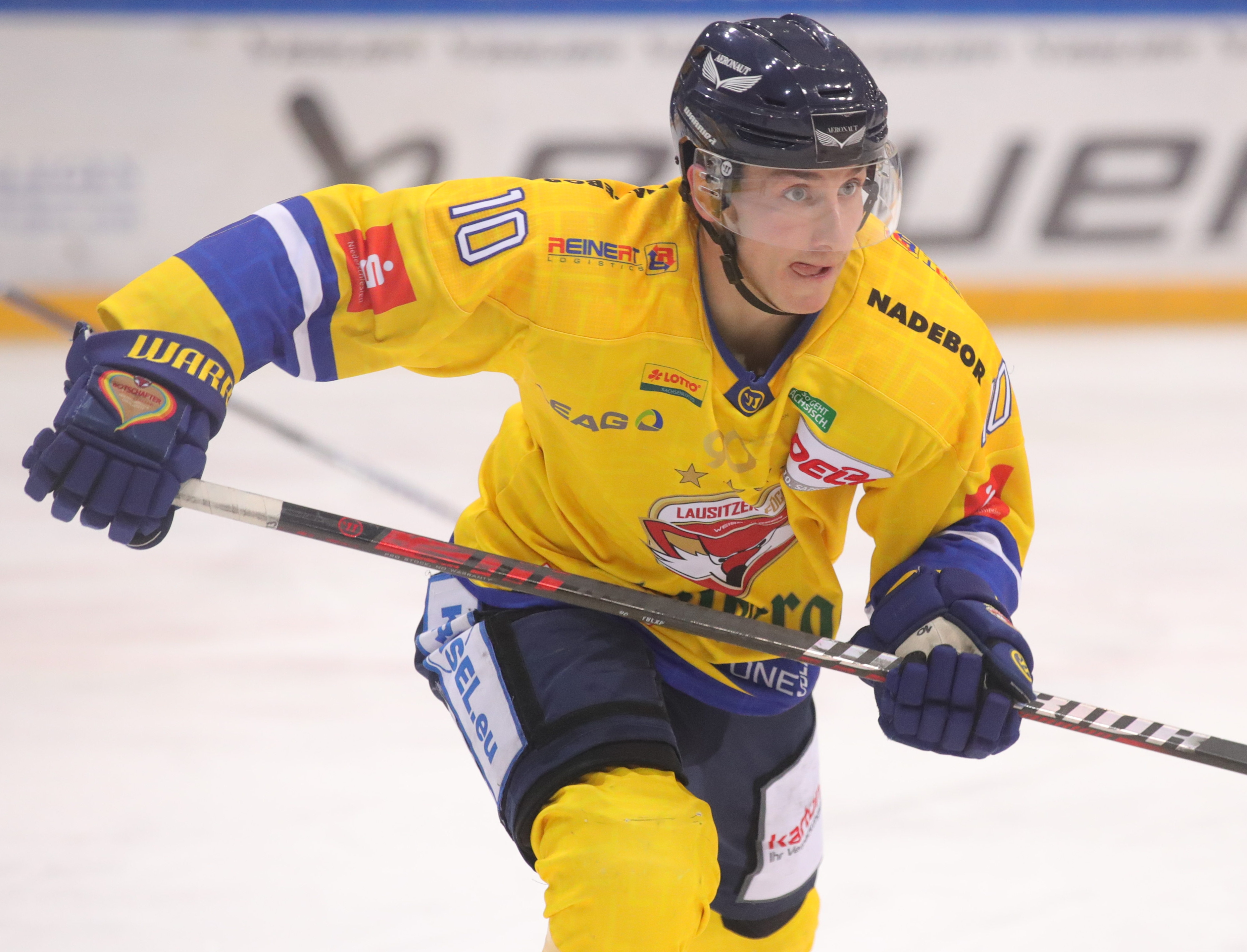
Adam im Trikot der Lausitzer Füchse (2023)

Adam wurde in Görlitz geboren, seine Kindheit verbrachte er in Niesky. Über die Spielgemeinschaft Jonsdorf/WSW/Niesky und die ES Weißwasser kam er im Sommer 2012 in den Nachwuchsbereich der Eisbären Berlin, die Eisbären Juniors Berlin. Im Januar 2016 gab er im Alter von 17 Jahren sein Debüt für die Berliner in der Deutschen Eishockey Liga (DEL). Zwischen 2016 und 2019 war er dank einer Förderlizenz parallel für die Lausitzer Füchse in der DEL2 aktiv.
Nach der Saison 2018/19 lief sein Vertrag bei den Eisbären aus und Adam entschied sich für einen Wechsel zu den Grizzlys Wolfsburg, wo er einen Zweijahresvertrag und eine Förderlizenz für die Kassel Huskies in der DEL2 erhielt. Für die Grizzlys absolvierte er in den folgenden zwei Jahren über 80 DEL-Spiele und erreichte im Frühjahr 2021 mit seinem Team das DEL-Playoff-Finale. Anschließend unterschrieb er einen Vertrag bei den Schwenninger Wild Wings, ehe er im Sommer 2022 abermals zu den Lausitzer Füchsen in die DEL2 wechselte. Nach nur einer Spielzeit schloss er sich zur Saison 2023/24 dem Ligakonkurrenten Krefeld Pinguine an, für den er insgesamt zwei Spielzeiten auf dem Eis stand. Im Sommer 2025 erfolgte mit der Vertragsunterschrift bei den Starbulls Rosenheim ein abermaliger Wechsel innerhalb der DEL2.

### International
Für die Juniorennationalmannschaften des Deutschen Eishockey-Bundes nahm Adam an der U18-Junioren-Weltmeisterschaft der Division IA 2016 und der U20-Junioren-Weltmeisterschaft der Division IA 2018 teil. Dabei gelang bei beiden Turnieren, bei denen er jeweils alle fünf Turnierspiele absolvierte, der Aufstieg in die Top-Division nicht. Im Rahmen der U20-Junioren-Weltmeisterschaft der Division IA wies Adam die beste Plus/Minus-Bilanz aller Spieler auf.

## Erfolge und Auszeichnungen
- 2018 Deutscher Vizemeister mit den Eisbären Berlin
- 2018 Beste Plus/Minus-Bilanz der U20-Junioren-Weltmeisterschaft der Division IA
- 2021 Deutscher Vizemeister mit den Grizzlys Wolfsburg

## Karrierestatistik
Stand: Ende der Saison 2024/25

### International
Vertrat Deutschland bei:
- U18-Junioren-Weltmeisterschaft der Division IA 2016
- U20-Junioren-Weltmeisterschaft der Division IA 2018

(Legende zur Spielerstatistik: Sp oder GP = absolvierte Spiele; T oder G = erzielte Tore; V oder A = erzielte Assists; Pkt oder Pts = erzielte Scorerpunkte; SM oder PIM = erhaltene Strafminuten; +/− = Plus/Minus-Bilanz; PP = erzielte Überzahltore; SH = erzielte Unterzahltore; GW = erzielte Siegtore; 1 Play-downs/Relegation; Kursiv: Statistik nicht vollständig)